# Chen Shuozhen
Chen Shuozhen, född i Chun'an, död 653, var en kinesisk upprorsledare. 
Chen Shuozhens ursprung är inte känd, men hon antas ha kommit från en familj med en tradition av stridsträning. Vintern 653 förklarade hon krig mot den regerande kejsaren Gaozong och startade ett uppror i Muzhou (dagens Jiande i Zhejiang) med stöd av en armé och med sin svåger Zhang Shuyin vid sin sida. Hon förklarade sig själv som regerande kejsarinna under namnet Wenjia och utnämnde sin svåger till sin premiärminister. Det är inte känt huruvida hon personligen ledde sin armé i strid med de kejserliga styrkorna, men det är klarlagt att det var hon som var upprorets ledare. Upproret varade dock bara två månader innan det slogs ned. 